# Barbara Stöckl
Barbara Stöckl (née le 2 avril 1963 à Vienne) est une animatrice de radio et télévision autrichienne.

## Biographie
Après une section sport-études au gymnasium, elle étudie en 1981 les mathématiques à l'université technique de Vienne. Pendant ses études, elle travaille comme assistante réalisatrice pour l'émission pour jeunes Okay qu'elle présente en 1985. Sur la ZDF, elle présente Doppelpunkt, une autre émission jeunesse, de 1988 à 1993. Pour l'ÖRF, elle commente le concours Eurovision de la chanson 1990 à Zagreb.
Avec le réalisateur Peter Nagy (de), elle fonde la société de production KIWI TV.
Elle a trois sœurs et un frère. L'une d'elles, Claudia, est animatrice radio.